# 자루눈파리
자루눈파리(Stalk-eyed fly)는 자루눈파리과에 속하는 곤충의 총칭이다. 눈자루파리, 대눈파리라고도 한다. 몸길이는 1cm 정도이다. 눈이 길쭉한 눈자루 끝에 달려 있어 자루눈파리라고 한다. 한국에는 서식하지 않는다. 눈이 긴 이유는 구애 행동을 하기 위해서 된 것이다.

## 사진

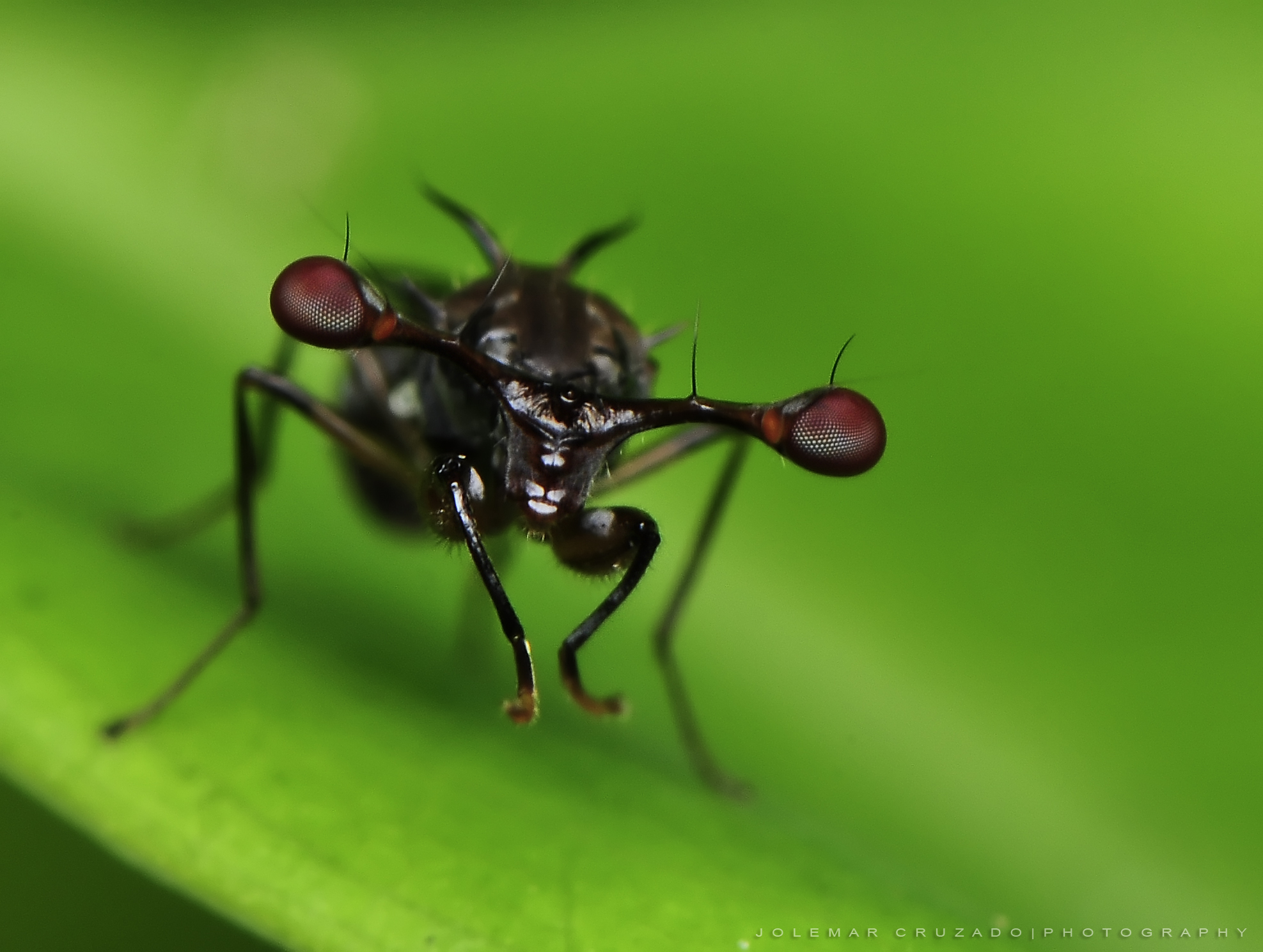
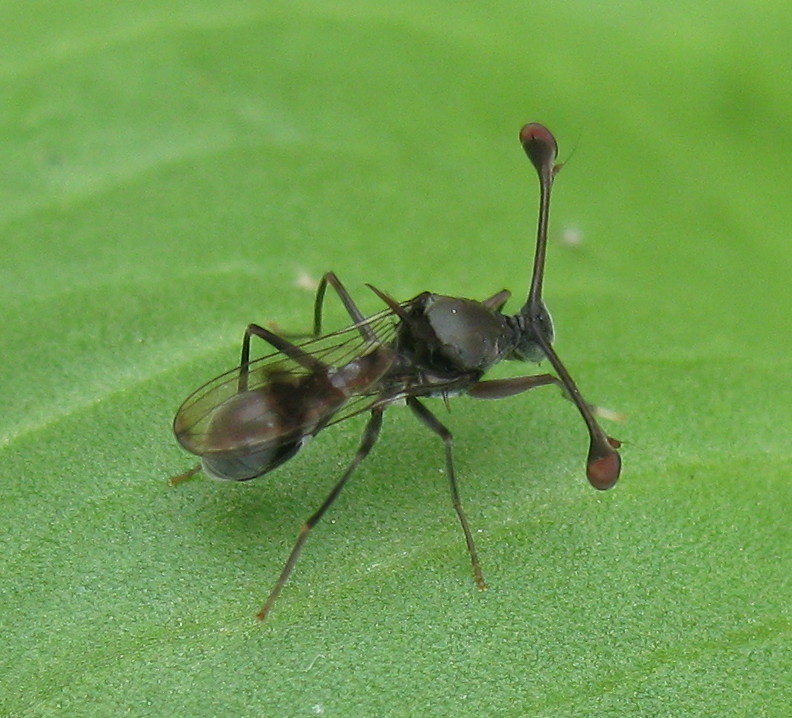
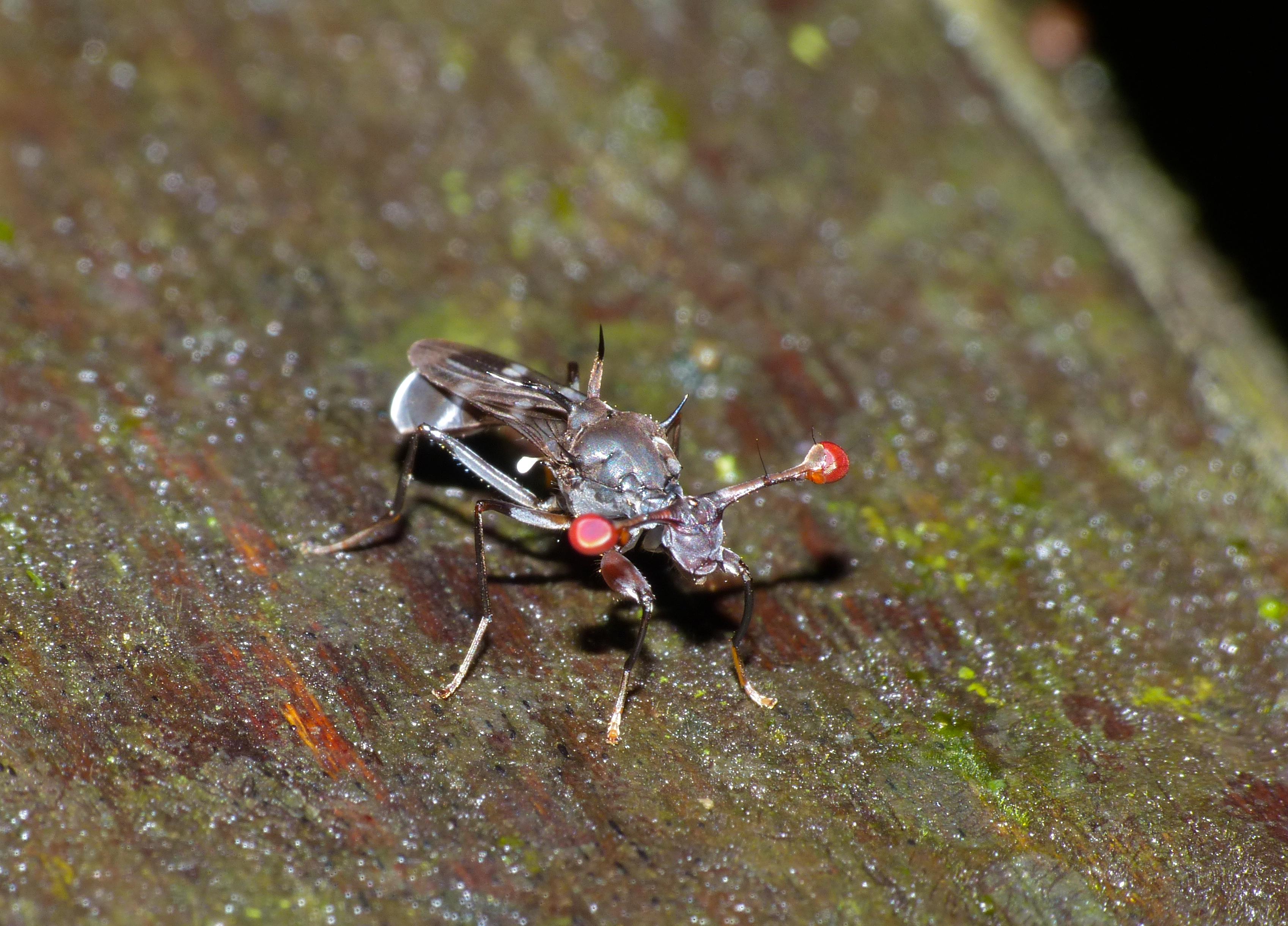
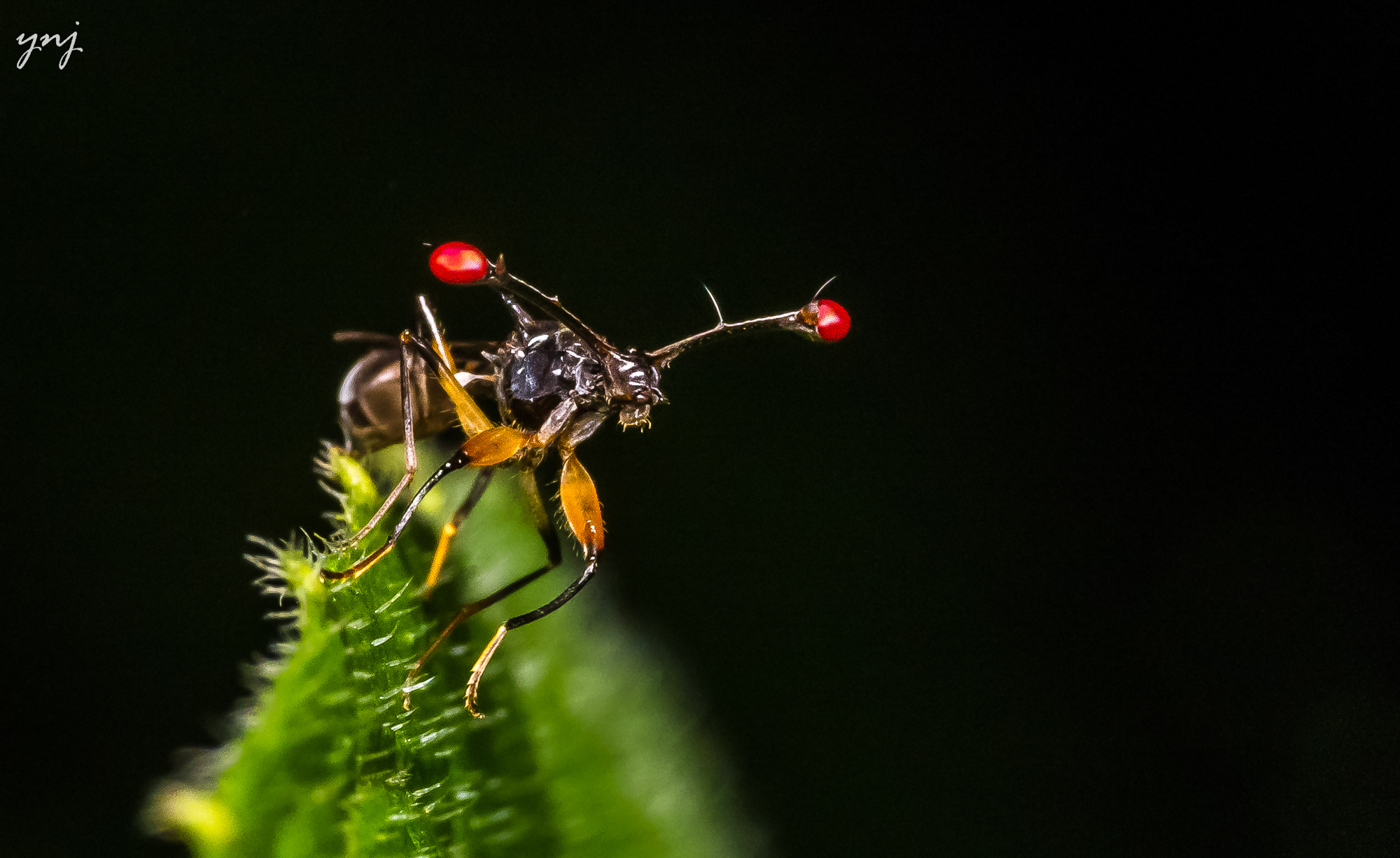
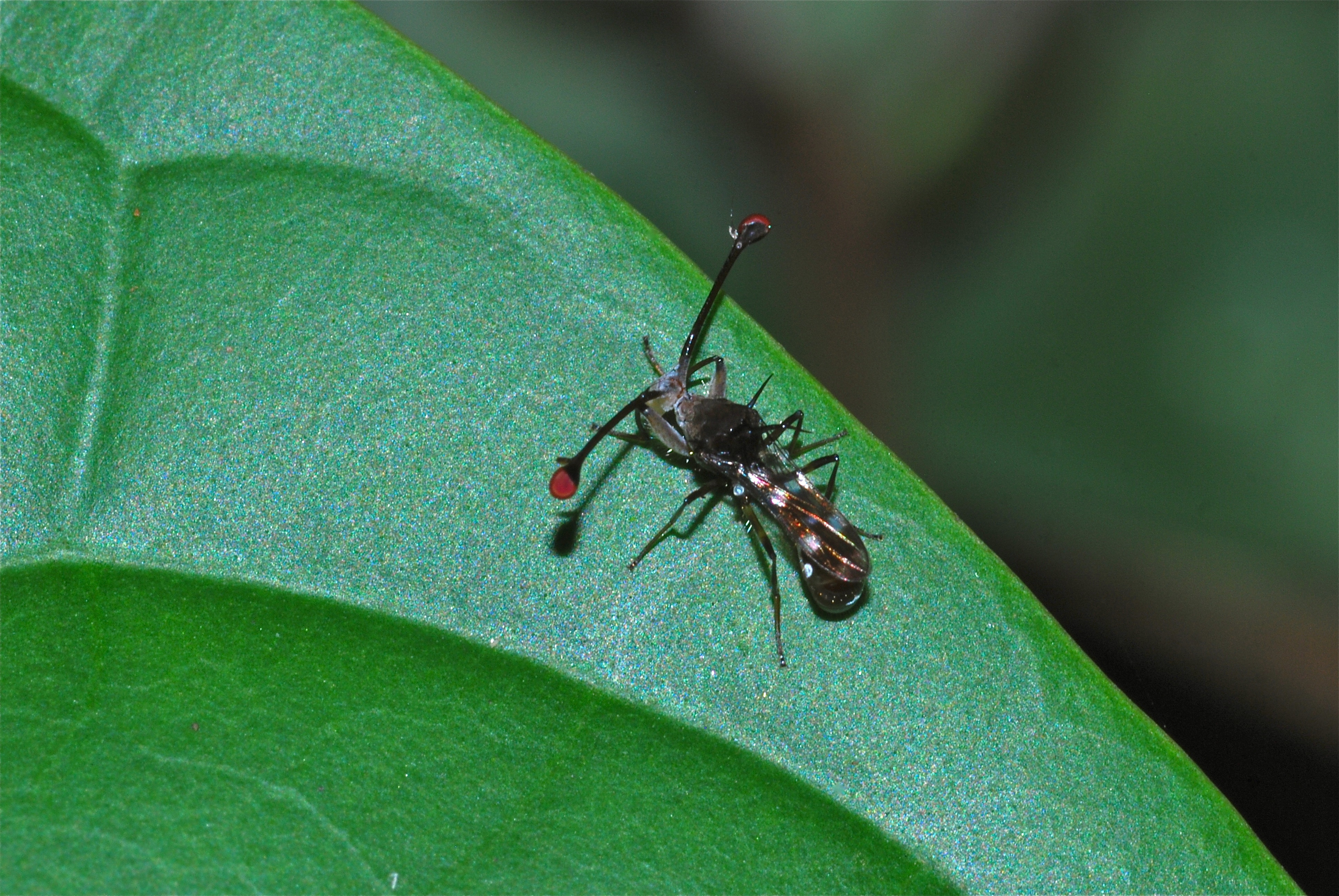
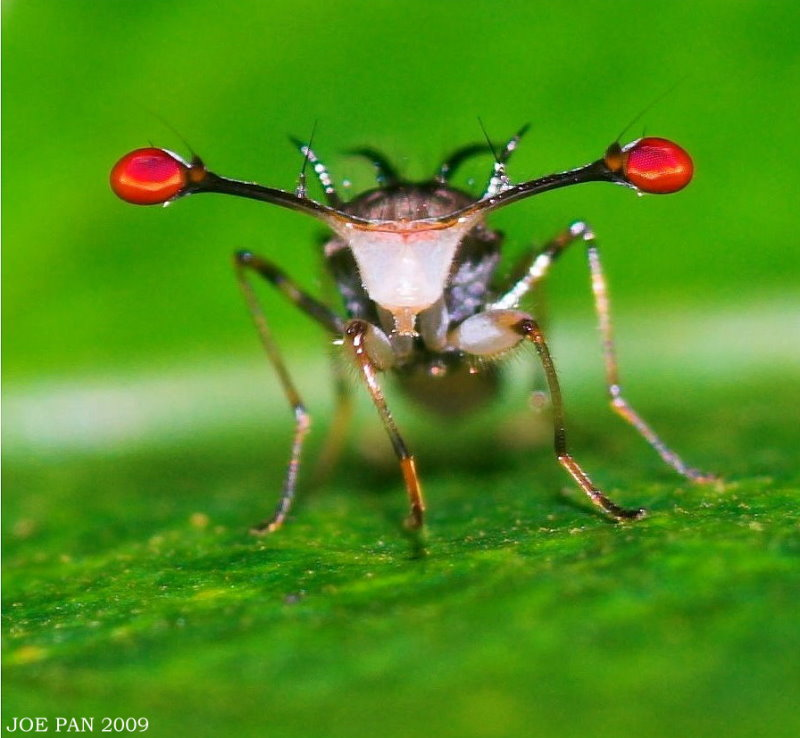
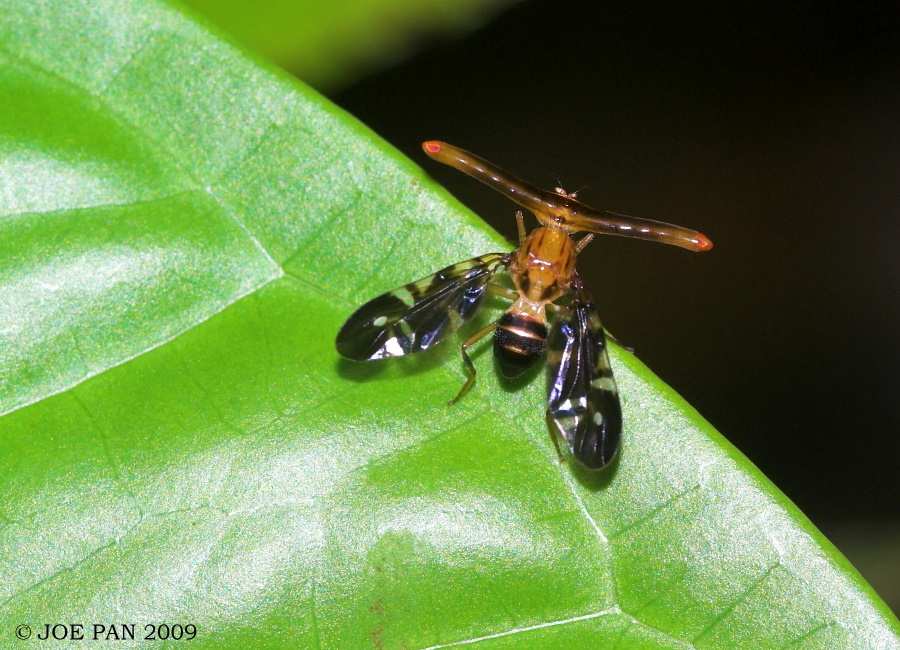
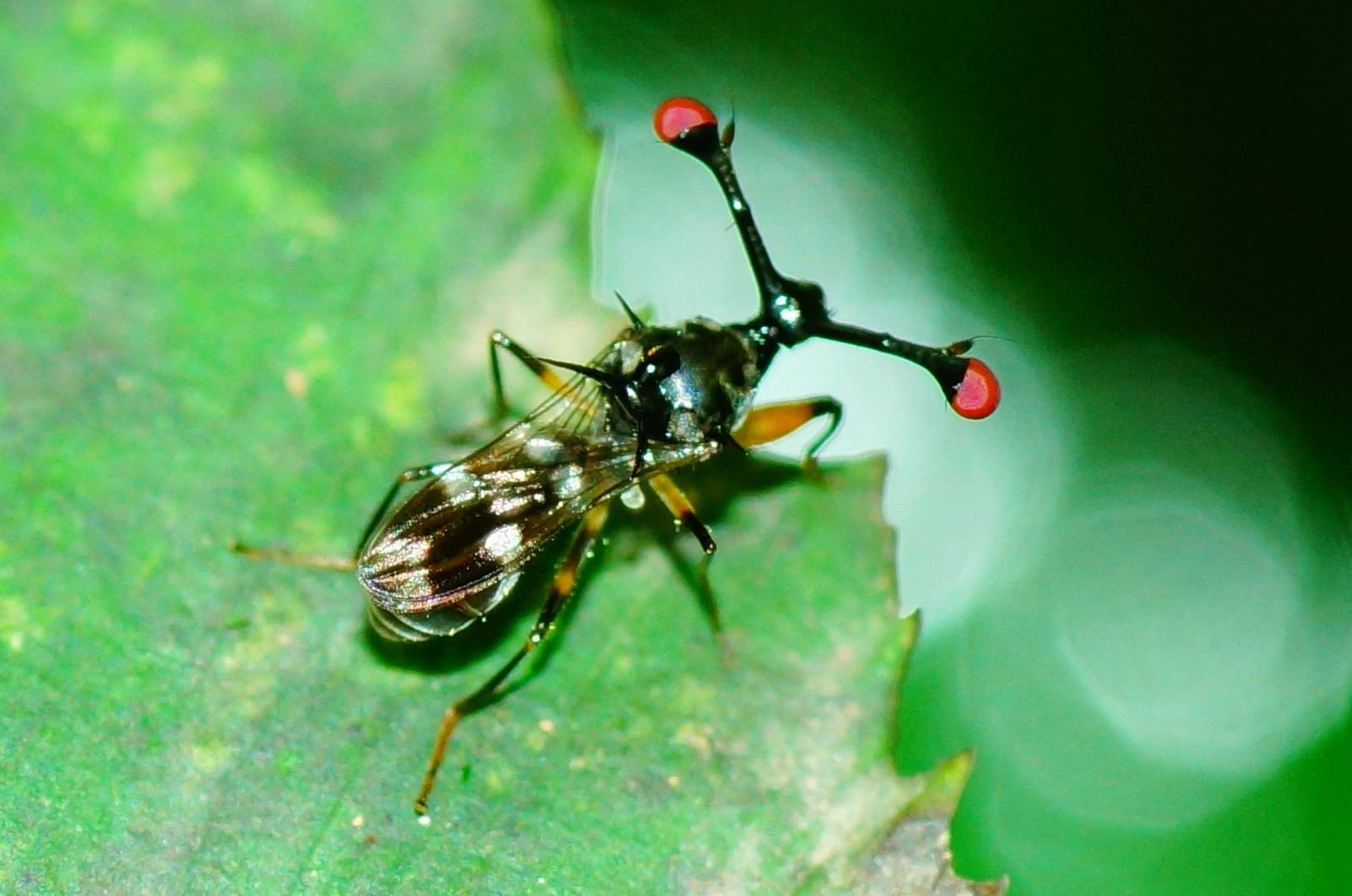
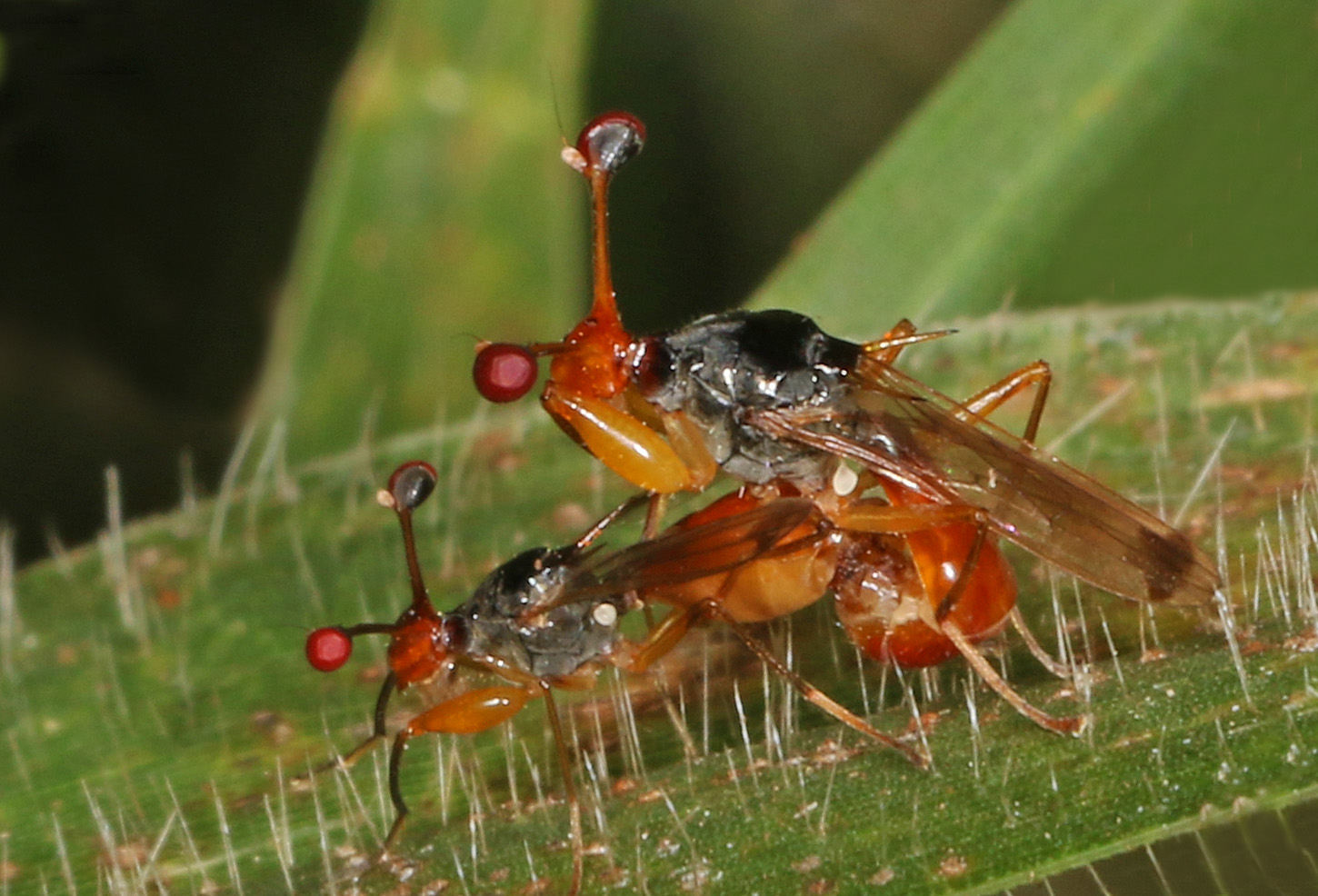
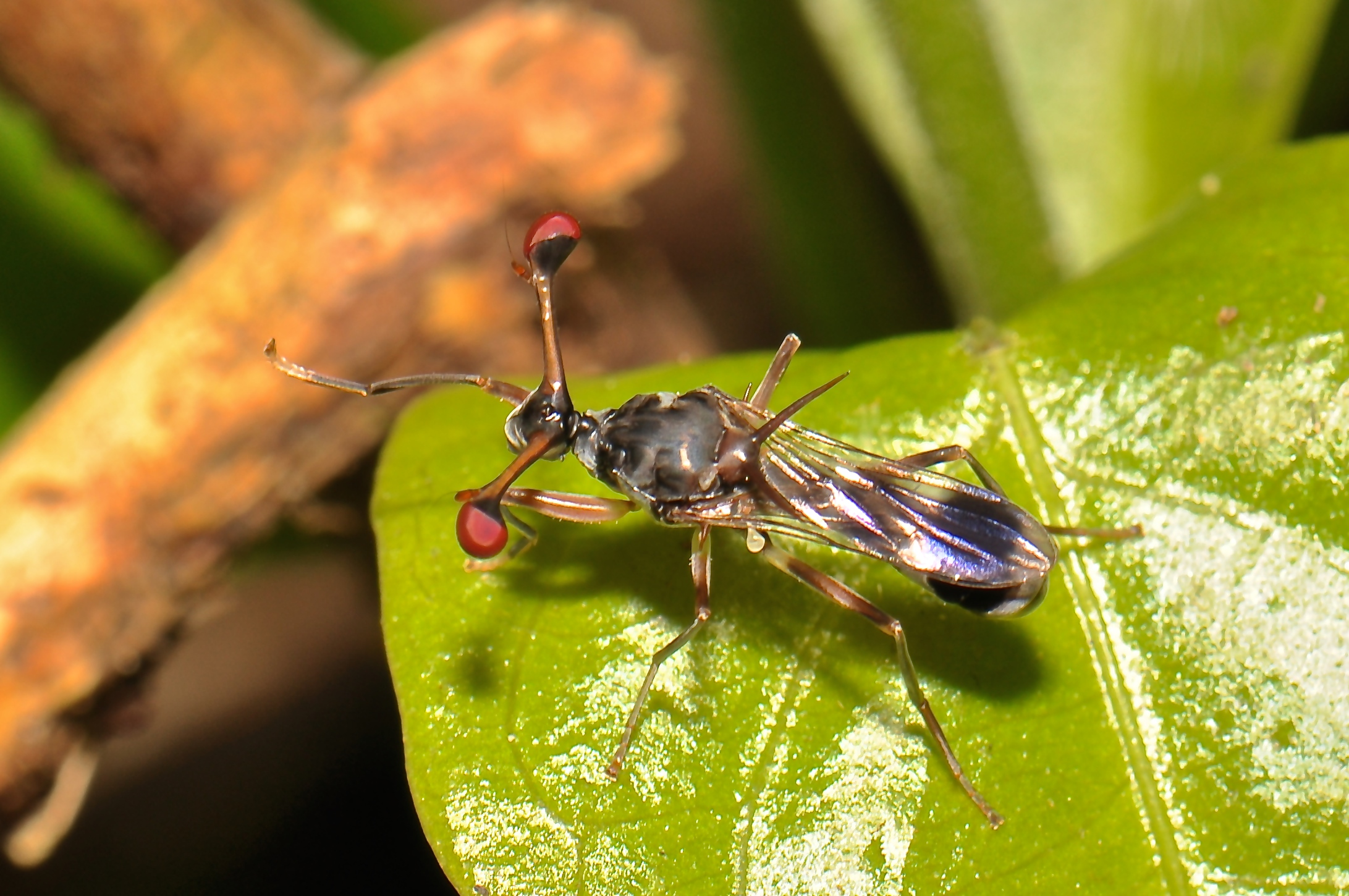
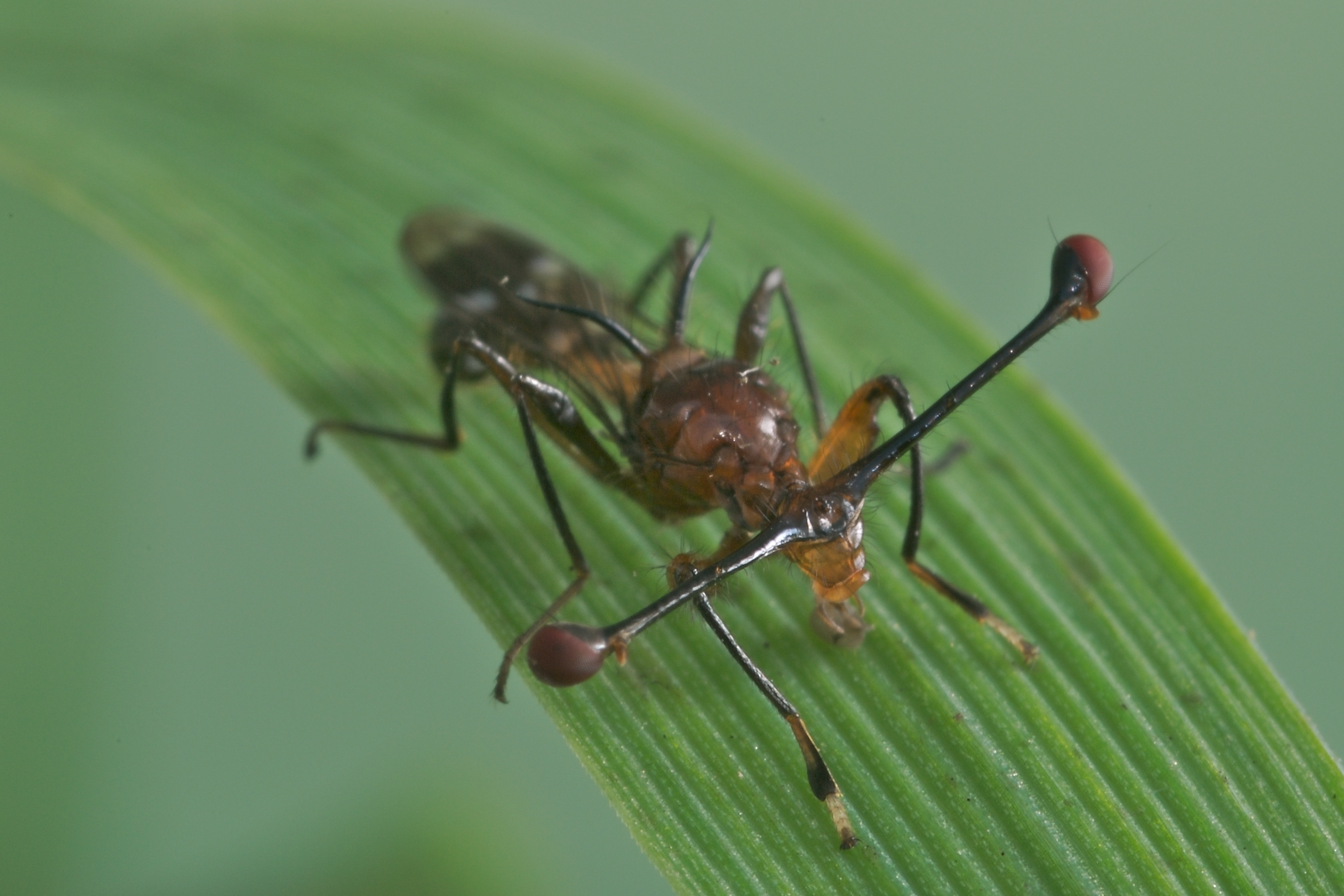
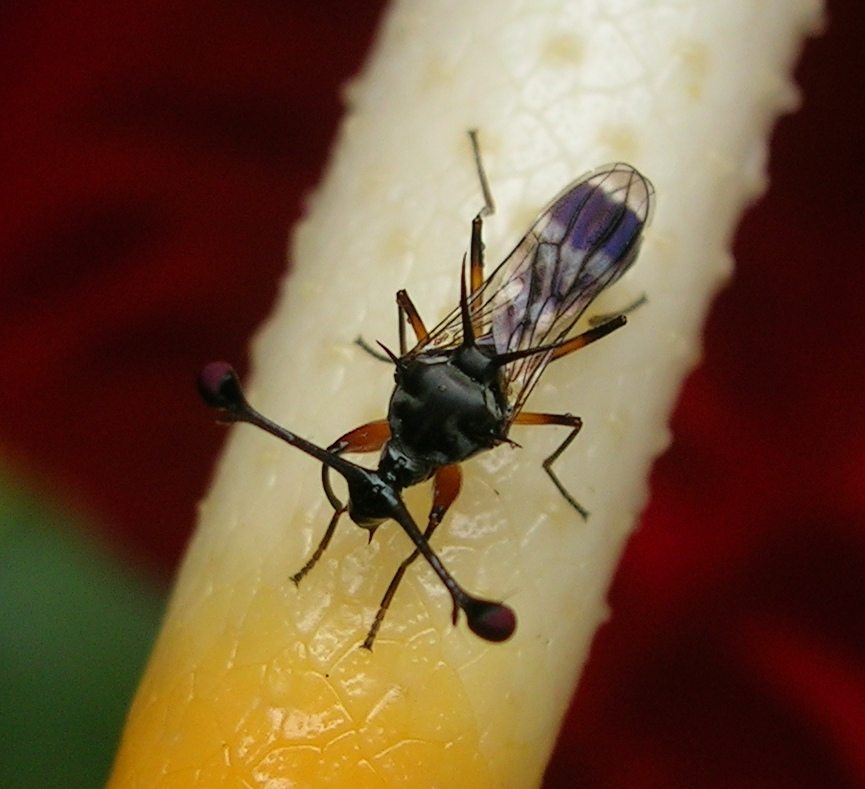
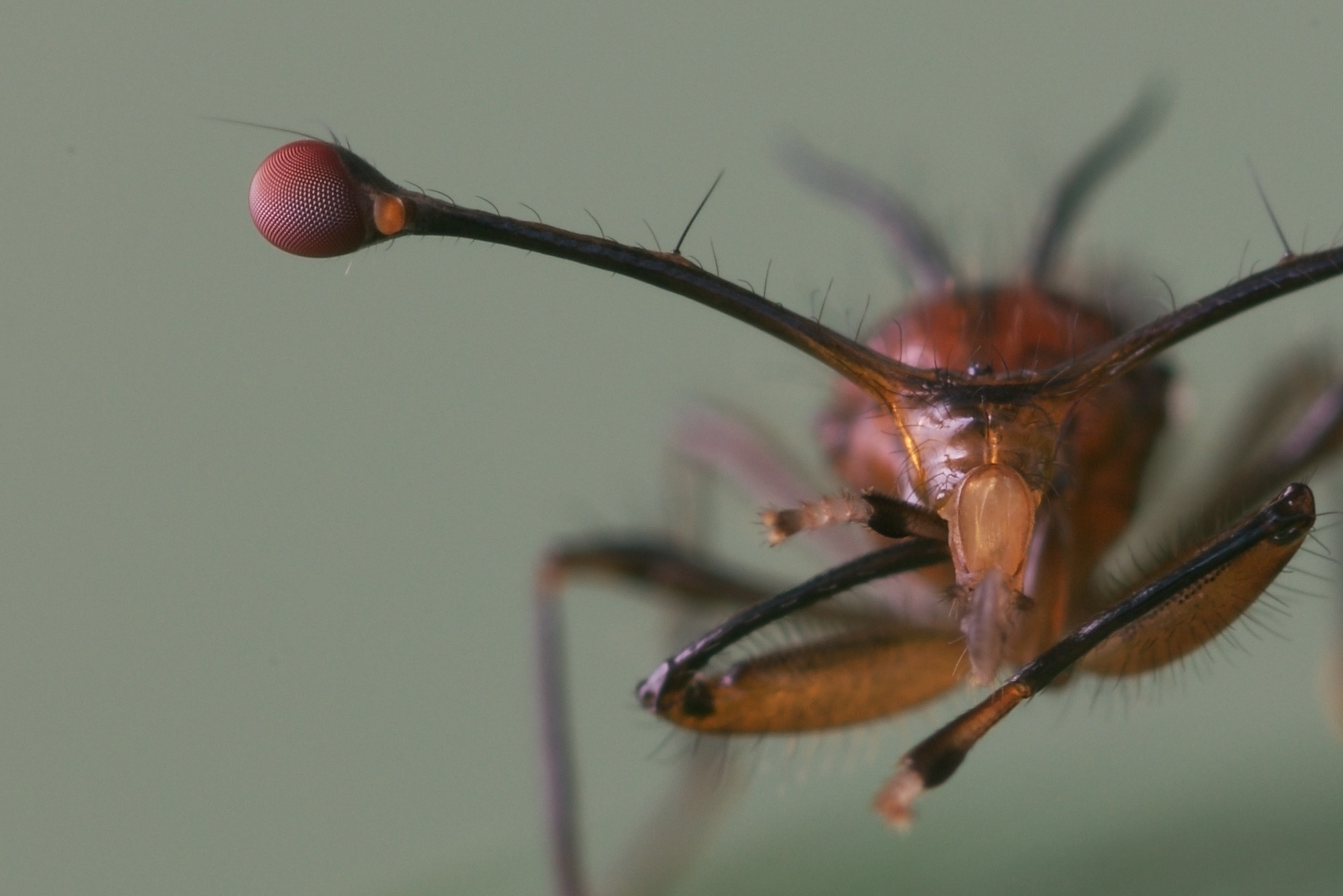
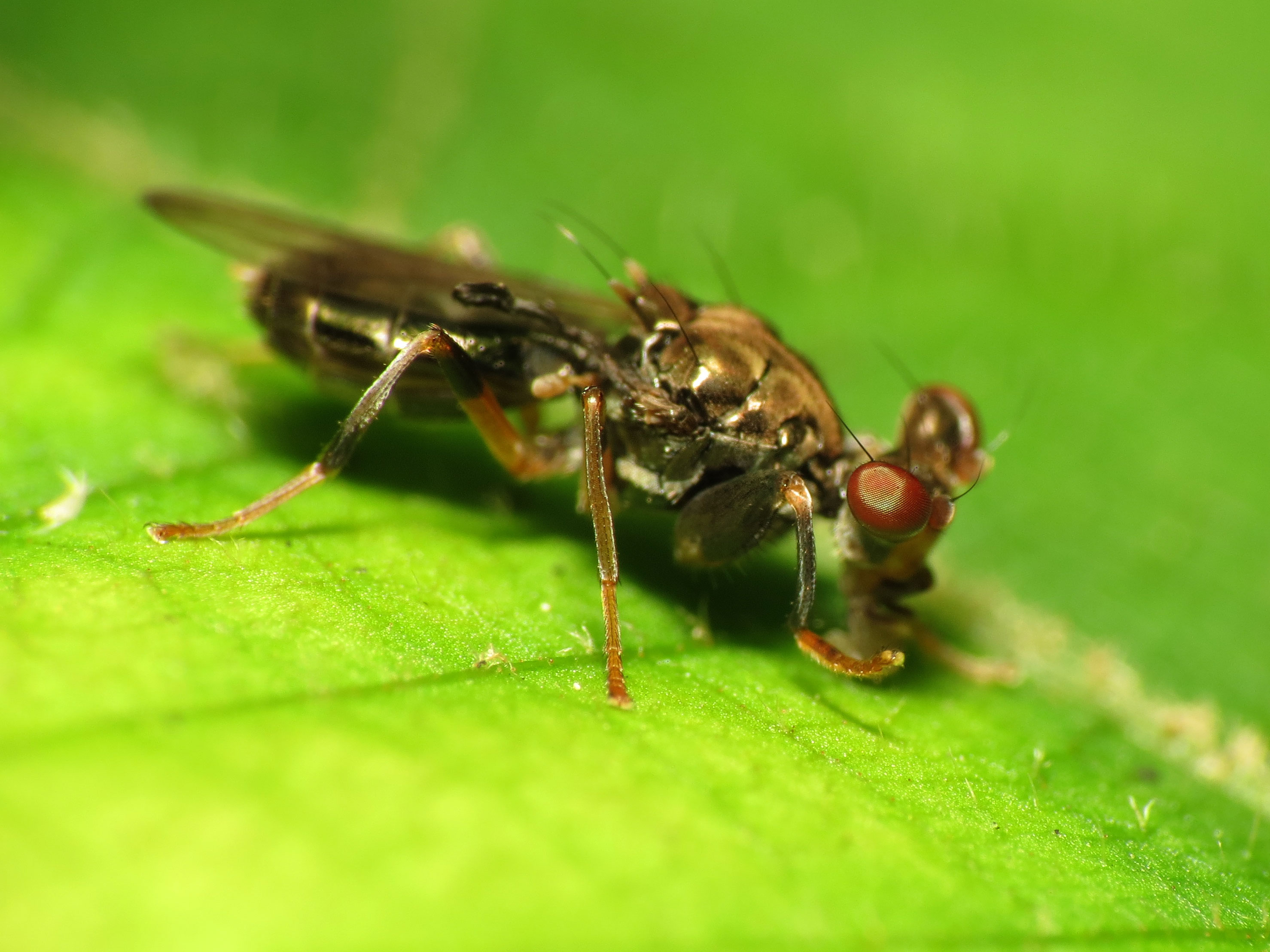
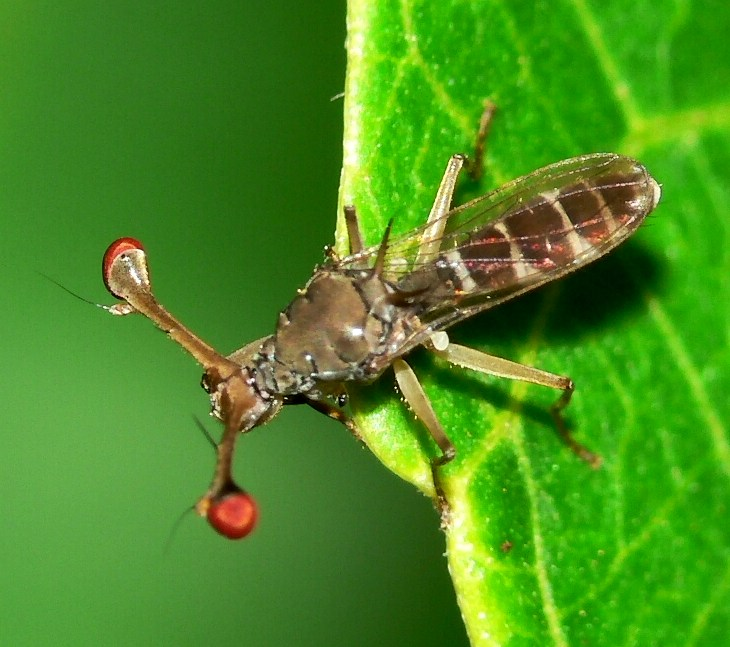